# Ducat de Sora
El Ducat de Sora va ser un Estat semi-independent a la península Itàlica, creat el 1443 per Alfons V d'Aragó i dissolt el 1796.
Ocupava la part sud-est del que és avui el Laci, fent frontera amb l'actual Abruços. La seva primera capital va ser Sora, després, sota la família Boncompagni, Isola del Liri.

## Història

### Constitució del Comtat de Sora i elevació a ducat
El Comtat de Sora va ser constituït en 1399 com feu del Regne de Nàpols, i es va lliurar als Cantelmo, una antiga família italiana. El 1443, Nicolau Cantelmo (+1494), comte de Sora i de la veïna localitat de Alvito, va ser nomenat primer duc de Sora pel rei Alfons I de Nàpols.
El seu feu seria un Estat coixí entre el regne de Nàpols (al sud) i els Estats de l'Església (al nord). El segle xv, la família Cantelmo va lluitar per una major autonomia, aprofitant-se de les crisis successòries al tro napolità, i dels canvis polítics del Papat, sempre que un nou pontífex era elegit.
El 1450, durant una d'aquestes guerres, el papa Pius II, que donava suport al partit aragonès, va enviar Federico da Montefeltro contra els Cantelmo. L'exèrcit de Sora va ser derrotat i el ducat pacificat. Tanmateix, el 1463, es va desencadenar una nova revolta i, aquesta vegada, el comandant papal era Napoleone Orsini, que va capturar Isola del Liri, Arpino, i gran part del territori, prenent Sora com un feu papal. Piergiampaolo Cantelmo va perdre el títol ducal i, la resta de les seves terres en Alvito i Popoli, van ser consignades al seu germà Joan (Giovanni) Cantelmo amb el títol de comte.

### Els Della Rovere
El 1472, el papa Sixt IV renuncia als seus drets feudals sobre Sora: el ducat, des de llavors separat del de Alvito però augmentat amb l'adquisició d'Arce, va ser donat al seu nebot Leonardo Della Rovere, que va casar amb Joana d'Aragó (Giovanna d’Aragona), filla natural del rei Ferran I de Nàpols.
És en aquest doble acte de renúncia i donació del papa i en la seva situació estratègia com Estat coixí entre els Estats Pontifícis i el Regne de Nàpols que accentua la sobirania dels nous ducs de Sora que es fan, de facto, ducs sobirans.
A Leonardo, mort sense descendència, el succeeix el seu germà Joan (Giovanni della Rovere), senyor de Senigallia, que derrota l'exèrcit aragonès en L'Aquila i venç Bartolomeo d'Alviano, que amenaçava la seva frontera nord, proper de Tagliacozzo. El 1495, conquesta Ceprano i Montecassino, aconseguint el ducat la seva major extensió territorial. L'any següent, va haver de defensar-se d'un atac liderat per Pròsper Colonna, perdent Esperia i Monte San Giovanni Campano fins que el papa Alexandre VI el reconeix com a duc.
Després de la mort de Joan, el succeeix el fill, Francesco Maria I, oficialment investit del títol pel rei Lluís XII de França, en l'altura pretendent al tron de Nàpols. Després de defensar les seves terres de Cèsar Borja, el 1516, Francesco Maria és deposat per Ferran d'Ávalos, en nom del rei Carles IV de Nàpols. Ell va ser l'últim governant pró-francès al regne. El ducat va ser governat per un curt període per Guillem de Croy, però els Della Rovere el van recuperar el 1528 gràcies a l'esforç de Odet de Foix.
A Francesco Maria I el succeeix el seu segon fill, el cardenal Giulio Feltrio Della Rovere a qui succeeix, el 1578, Francisco Maria II, el seu nebot, que ja era duc d'Urbino.

### Els Boncompagni

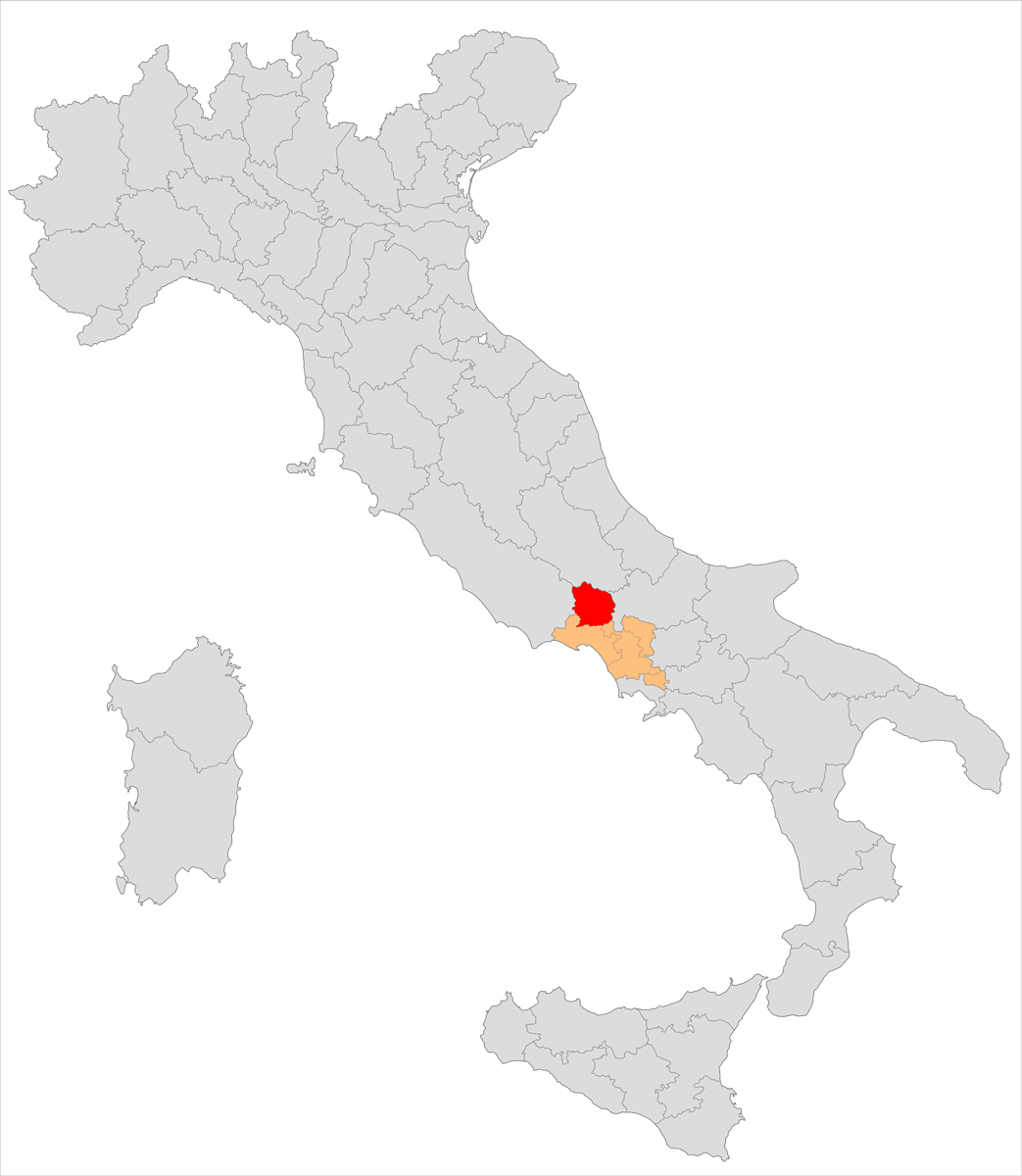
El Ducat de Sora corresponia, a grosso modo, a l'antic districte (circondario) de Sora (en el mapa assenyalada a vermell).

El 1579, el papa Gregori XIII va adquirir el ducat per 100.000 scudi, ampliant-ho amb Aquino i Arpino, li'l va adjudicar, llavors, al seu fill Jaime Boncompagni (Giacomo Boncompagni), transformant-lo en un territori veritablement autònom, només nominalment dependent del Regne de Nàpols.
La creació d'un Estat independent al sud-est del Laci era un pla del cardenal Francesco Maria del Monte per contrabalançar l'expansió de la Casa Farnésio (que, a més dels territoris en la vall de la Pols, detenia el Ducat de Castro, en el nord-oest del Laci).
La dinastia Buomcompagni va promoure el desenvolupament del seu Estat amb la instal·lació d'indústria tèxtil a Arpino i Sora i indústria de paper al llarg del riu Liri, i promovent la construcció d'una nova ciutat, Colle Drago. No obstant això, aquests projectes expansionistes, van causar algunes dificultats financeres i van impedir un major desenvolupament.
El duc Gregorio II es va casar amb Hipólita Ludovisi (Ippolita Ludovisi), Princesa Sobirana de Piombino, i la unió de les dues famílies, els Boncompagni-Ludovisi, va possibilitar que les dificultats econòmiques fossin sobrepassades.
L'últim duc sobirà va ser António II, que, en 1796, va cedir el seu Estat al rei Ferran I de les Dues Sicílias, fent-se mer duc-honorari.

## La capital
La seu del ducat, es localitzava en Sora, que va donar el nom a l'Estat, residint els ducs en el palau ducal de Sora.
Sota la família Boncompagni, particularment enredada en el desenvolupament econòmic-social del seu estat, la seu del ducat va ser transferida al Castell Boncompagni-Viscogliosi, en Aïlla di Sora (avui denominada Isola del Liri).

## Llista de ducs de Sora

### I. Els primers ducs
Família Cantelmo

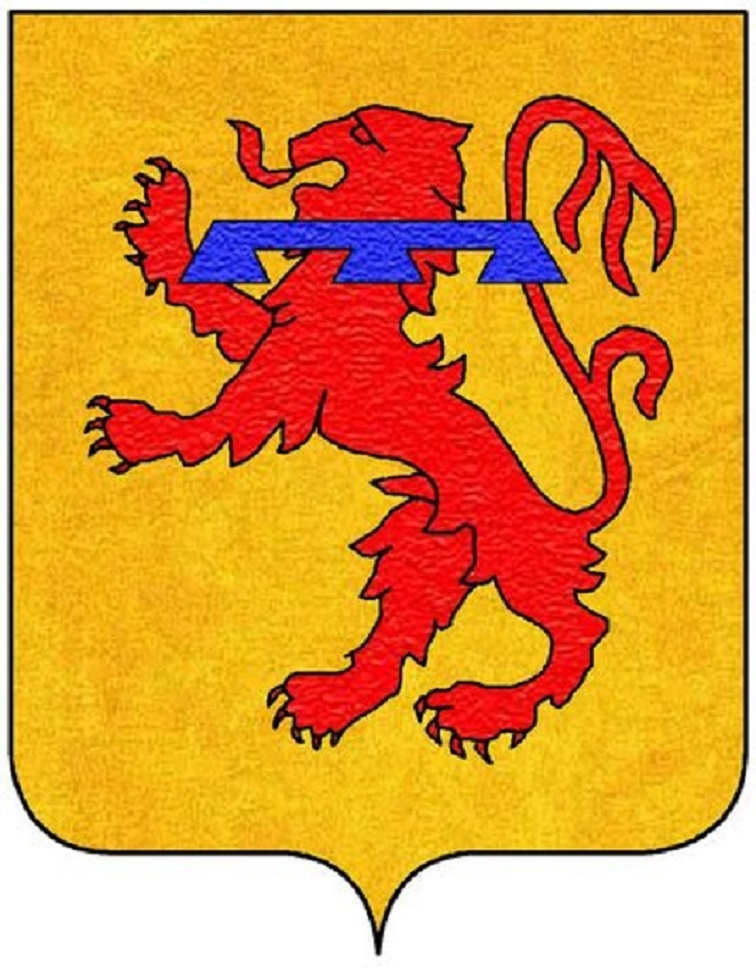
Blaso dels Cantelmo

- 1443-1454 – Nicolau (Nicola) Comte de Sora i de Alvito, nomenat Duc en 1443
- 1454-1463 - Piergiampaolo Cantelmo
- 1463-1472 - ocupació papal

### II. Ducs sobirans de Sora
Família Della Rovere
- 1472-1475 – Leonardo
- 1475-1501 – Joan (Giovanni)

Blasó dels Della Rovere

- 1501-1516 - Francisco Maria I (Francesco Maria I)
- 1516-1528 - Guillem de Croy
- 1528-1538 – Francisco Maria I (Francesco Maria I) - 2a vegada
- 1538-1578 – Cardenal Júlio Feltrio (Giulio Feltrio)
- 1578-1579 – Francisco Maria II (Francesco Maria II)

Família Boncompagni
- 1579-1617 - Jaime I (Giacomo I)

Blasó dels Boncompagni.

- 1617-1628 - Gregori I (Gregorio I)
- 1628-1636 - Jaime II (Giacomo II)
- 1636-1676 - Hugo I (Ugo I o Ugone)
- 1676-1707 - Gregori II (Gregorio II)

Família Boncompagni-Ludovisi
- 1707-1731 - António I (Antonio I)
- 1731-1777 - Caetano I (Gaetano I)

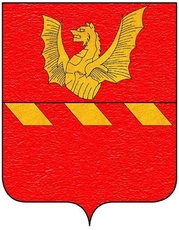
Blasó dels Boncompagni-Ludovisi.

- 1777-1795 - António II (Antonio II)

### III. Ducs honoraris de Sora
Família Boncompagni-Ludovisi
- 1795-1805 - António II (Antonio II)
- 1805-1841 - Luís Maria (Luigi Maria)
- 1841-1883 - António III (Antonio III)
- 1883-1911 - Rodolfo
- 1911-1935 - Hugo II (Ugo II)
- 1935-1955 - Francisco (Francesco)
- 1955-1964 - Nicolau Francisco (Nicolò Francesco)
- des de 1964 - Francisco Maria (Francesco Maria)